# Il missionario (film 2009)
Il missionario (Le Missionnaire) è un film del 2009, diretto da Roger Delattre.

## Trama
Dopo sette anni di carcere, Mario Diccara, un delinquente taciturno e manesco, viene liberato per buona condotta. Davanti alla prigione trova ad attenderlo due malavitosi, suoi complici nel furto che gli è costato la libertà, i quali gli richiedono la loro parte di bottino. Più tardi i due ex complici attentano alla sua vita.
Mario chiede pertanto aiuto all'unica persona di fiducia, suo fratello Patrick, un sacerdote cattolico. Questi gli procura un abito talare e gli fa ottenere ospitalità da padre Étienne, parroco in un piccolo paese dell'Ardèche dove Mario potrebbe rifugiarsi spacciandosi per seminarista.
Mario raggiunge il piccolo paese avendo indosso l'abito talare; ma al suo arrivo scopre che padre Étienne è appena deceduto. Scambiato dagli abitanti del paese per il nuovo parroco, Mario asseconda l'equivoco: finge pertanto di essere il nuovo parroco, celebra i riti religiosi grazie ai suggerimenti relativi alla liturgia di un chierichetto, e amministra perfino il sacramento della confessione dimostrandosi comprensivo, indulgente e fornendo soluzioni pratiche ai penitenti.
Il comportamento di Mario peraltro diventa moralmente ineccepibile e generoso, sebbene i suoi modi siano talora rudi (picchia a sangue un marito che picchiava la moglie); salva la vita anche a Mohammed, un vecchio immigrato musulmano che era rimasto ferito gravemente in un incidente stradale. I parrocchiani, compresi il sindaco e i gendarmi, apprezzano il nuovo parroco.
Spinto da Mario, il fratello Patrick prende contatto con Giancarlo, un ricettatore mafioso di Nizza, per cedere i gioielli, frutto del furto che era costato il carcere a Mario. Patrick spunta un prezzo molto più alto di quanto lo stesso Mario avesse stimato. L'ingenuo Patrick si lascia circuire da tre belle ragazze di Nizza dedicandosi a piaceri sfrenati e costosi.
Mario, grazie ai suoi modi bruschi e al rispetto che si era guadagnato presso i musulmani, riesce a ottenere il consenso al matrimonio di due giovani innamorati la cui unione era ostacolata dai rispettivi parenti per motivi religiosi (il ragazzo è musulmano e la ragazza ebrea).  Nel frattempo nel villaggio si presenta il nuovo parroco, padre Philibert, che dopo essere stato malmenato prima da Mario stesso che lo cosparge di vino e poi dai gendarmi che lo credono un impostore alcolizzato appunto per l'odore, chiede l'intervento del vescovo.
Il vescovo, che ha assistito al matrimonio fra il ragazzo arabo e la ragazza ebrea e al clima di tolleranza religiosa instaurato da Mario, ne approva il comportamento e agisce da deus ex machina; Patrick riprende la tonaca da prete e Mario parte insieme alla sua ragazza Nadine, dopo aver dato ai due suoi ex complici mezzo milione di euro l'uno, fingendo d'aver ottenuto per il bottino il prezzo di un milione e mezzo, giocando sul fatto che i due ignorano che Patrick ha ottenuto, senza volerlo, il quadruplo di questa cifra; alla fine, Mario e Nadine si sposano in Africa, dove Patrick ha aperto una missione intitolata ai due fratelli col denaro rimasto.

## Produzione
Il film è stato prodotto da EuropaCorp, TF1 Films Production, CiBy 2000, Rhône-Alpes Cinema, e con la partecipazione di Canal+, TPS Star, e Sofica Europacorp.
Il luogo delle riprese è Banne nell'Ardèche e parte del film sull'Allées Provençales a Montélimar nel Drôme, nella regione del Rodano-Alpi (Francia).
Sono due le colonne sonore per il film: Give It To Me, cantata da Nelly Furtado e Tim Mosley, e When I Grow Up, cantata dalle Pussycat Dolls.

## Distribuzione
Il film è stato distribuito in Belgio e in Francia il 29 aprile 2010 dalla EuropaCorp Distribution; in Italia il 19 febbraio; a Singapore il 7 maggio; in Germania il 30 marzo 2011, con il titolo Halleluja - Zwei Brüder wie Himmel und Hölle.

## Accoglienza
Nel primo week end in Italia incassa 402000 €, mentre il guadagno totale sul suolo italico ammonta a circa 787000 €. Il film riceve un'accoglienza abbastanza positiva: su IMDb ottiene un punteggio di 6.8/10; su Comingsoon 3.6/5; su MYmovies 2.86/5. Massimo Bertarelli de Il Giornale commenta: Si ride col gangster travestito da prete, Lietta Tornabuoni de La Stampa: Attenti al prete di campagna, e Gian Luigi Rondi de Il Tempo: Farsa francese da un'idea di Besson.